# The Exterminating Angel (opéra)
Pour les articles homonymes, voir L'Ange exterminateur.
The Exterminating Angel, op. 31, est un opéra du compositeur britannique Thomas Adès sur un livret de Tom Cairns créé en 2016 à Salzbourg. L'histoire est adaptée par le librettiste et le compositeur du film de 1962 L'Ange exterminateur de Luis Buñuel.

## Historique
En 2013, Thomas Adès compose et fait jouer aux Proms de Londres son ouvrage Totentanz (« danse macabre » en allemand), qui peut être considéré comme une étude préparatoire à The Exterminating Angel. Troisième opéra de Thomas Adès, celui-ci est une commande collective du festival de Salzbourg, du Royal Opera House, du Metropolitan Opera et du Théâtre royal danois. L'ouvrage est composé entre 2015 et 2016 et le livret est adapté par le compositeur et le metteur en scène Tom Cairns.
Thomas Adès y « signe une partition riche et tendue, amplifiant l’atmosphère étrange du livret par des instruments singuliers comme les ondes Martenot. »
La création a lieu le 28 juillet 2016 à Salzbourg en Autriche à l'occasion du Festival au sein de la Haus für Mozart, sous la direction du compositeur et mis en scène par Tom Cairns, avec le Salzburger Bachchor et le ORF Radio-Symphonieorchester Wien. L'opéra est repris en 2017 à Londres et à New York puis en 2018 à Copenhague.

### Postérité
La reprise de la production au Met en 2017 avec le Chœur et orchestre du Metropolitan Opera donne lieu à une captation vidéo de la représentation qui paraît en 2019 en DVD chez Erato. La mise en scène place le décor et les costumes, assurés par Hildegard Bechtler, dans les années 1960 et intègre notamment un décor tournant.
L'opéra est nommé Coup de cœur musique contemporaine 2019 de l'académie Charles-Cros. Thomas Adès tire une suite symphonique d'une vingtaine de minutes de cet opéra intitulée The Exterminating Angel Symphony ; elle est créée aux Proms le 5 août 2021 et jouée en octobre de la même année à la Maison de la Radio et de la Musique.
L'œuvre est reprise en février-mars 2024 à l'Opéra national de Paris (Bastille), dans une nouvelle mise en scène due à Calixto Bieito,, fasciné depuis longtemps par l’univers de Buñuel.

## Description
The Exterminating Angel est un opéra en trois actes et quinze scènes avec une scène de danse, d'une durée d'environ deux heures. Il met en scène quinze personnages principaux présents tout le long de l'intrigue dans un seul environnement et une dizaine de personnages secondaires.

### Rôles
| Rôle                                    | Voix                      | Créateur             | Reprise à New York, 2017 | Reprise à Copenhague, 2018 | Reprise à Paris, 2024 |
| --------------------------------------- | ------------------------- | -------------------- | ------------------------ | -------------------------- | --------------------- |
| Lucia, marquise de Nobile               | soprano                   | Amanda Echalaz       | Amanda Echalaz           | Gisela Stille              | Jacquelyn Stucker     |
| Leticia Maynar, chanteuse d'opéra       | soprano colorature        | Audrey Luna          | Audrey Luna              | Kerstin Avemo              | Glorial Tronel        |
| Leonora Palma                           | mezzo-soprano             | Anne Sofie von Otter | Alice Coote              | Randi Stene                | Hilary Summers        |
| Silvia, duchesse de Ávila, jeune veuve  | soprano                   | Sally Matthews       | Sally Matthews           | Sine Bundgaard             | Claudia Boyle         |
| Blanca Delgado, pianiste, épouse de Roc | mezzo-soprano             | Christine Rice       | Christine Rice           | Hanne Fischer              | Christine Rice        |
| Beatriz, fiancée d'Eduardo              | soprano                   | Sophie Bevan         | Sophie Bevan             | Sofie Elkjær Jensen        | Amina Edris           |
| Edmundo, marquis de Nobile              | ténor                     | Charles Workman      | Joseph Kaiser            | Gert Henning-Jensen        | Nicky Spence          |
| Comte Raúl Yebenes, explorateur         | ténor                     | Frédéric Antoun      | Frédéric Antoun          | Paul Curievici             | Frédéric Antoun       |
| Colonel Álvaro Gómez                    | baryton à tessiture haute | David Adam Moore     | David Adam Moore         | Jens Søndergaard           | Jarrett Ott           |
| Francisco de Ávila, frère de Silvia     | contreténor               | Iestyn Davies        | Iestyn Davies            | Morten Grove Frandsen      | Anthony Roth Costanzo |
| Edouardo, fiancé de Beatriz             | ténor                     | Ed Lyon              | David Portillo           | Alexander Sprague          | Filipe Manu           |
| Señor Russell, vieil homme              | baryton-basse             | Eric Halfvarson      | Kevin Burdette           | Anders Jakobsson           | Philippe Sly          |
| Alberto Roc, chef d'orchestre           | baryton-basse             | Thomas Allen         | Rod Gilfry               | David Kempster             | Paul Gay              |
| Doctor Carlos Conde                     | basse                     | John Tomlinson       | Sir John Tomlinson       | Sten Byriel                | Clive Bayley          |
| Julio, un majordome                     | baryton                   | Morgan Moody         | Christian Van Horn       | Simon Duus                 | Thomas Faulkner       |

### Résumé
L'action se passe chez les Nobile, dans les années 1960.
Le couple Nobile, Lucia et Edmundo, organise chez eux une fête en l'honneur de la cantatrice Leticia Meynar. Tous les convives reviennent d'une de ses performances de l'opéra Lucia di Lammermoor. De retour au manoir, les serviteurs se mettent à quitter la maison, ne pouvant rester. Les invités, pour se divertir, jouent de la musique et se séduisent entre eux. La nuit passant, les fêtards fatiguent mais ne partent pas. Le lendemain, le groupe s’aperçoit qu'ils sont encore dans la maison, et qu'ils sont piégés dans la salle à manger, où s'est déroulée la fête. Les invités, désemparés, réagissent de manière différente. Julio, le majordome, entre pour apporter le café, et se retrouve lui-même piégé. Pendant ce temps, le doyen Russell tombe gravement malade. Les invités commencent à paniquer et finissent par accepter leur sort, persuadés qu’ils vont mourir dans cette pièce, lorsque Russell meurt. Julio parvient à casser une canalisation, permettant aux invités de boire, pendant que chacun commence à devenir fou. Au même moment, l'armée, qui attendait à l'extérieur, pénètre dans la maison. Deux invités sont retrouvés morts, après qu'ils se sont suicidés et le groupe décide qu'Edmundo de Nobile, leur hôte, devait être tué. Les invités sont finalement libérés de la maison et peuvent sortir.

### Orchestration
- Voix : six soprano, trois mezzo-soprano, un contre-ténor, cinq ténor, six baryton, une basse, chœur non-spécifié ;
- vents : trois flûtes, trois hautbois, trois clarinettes, trois bassons, quatre cors, trois trompettes, un trombone, un tuba ;
- cordes : douze violons, dix violons II, huit altos, six violoncelles, six contrebasses ;
- autres : un piano, des ondes Martenot, des timbales, quatre percussionnistes, une harpe, une guitare.

### Radio
- « Critique musique classique : The Exterminating Angel de Thomas Adès, l'opéra qui renverse la bourgeoisie », France Culture, Les Midis de Culture, le 14 mars 2024